# Jacopo Palma, o Velho
Palma Vecchio (1480 — Julho de 1528) ou Jacopo Palma (nome de nascimento), foi um pintor italiano, nascido em Serina Alta, perto de Bérgamo.

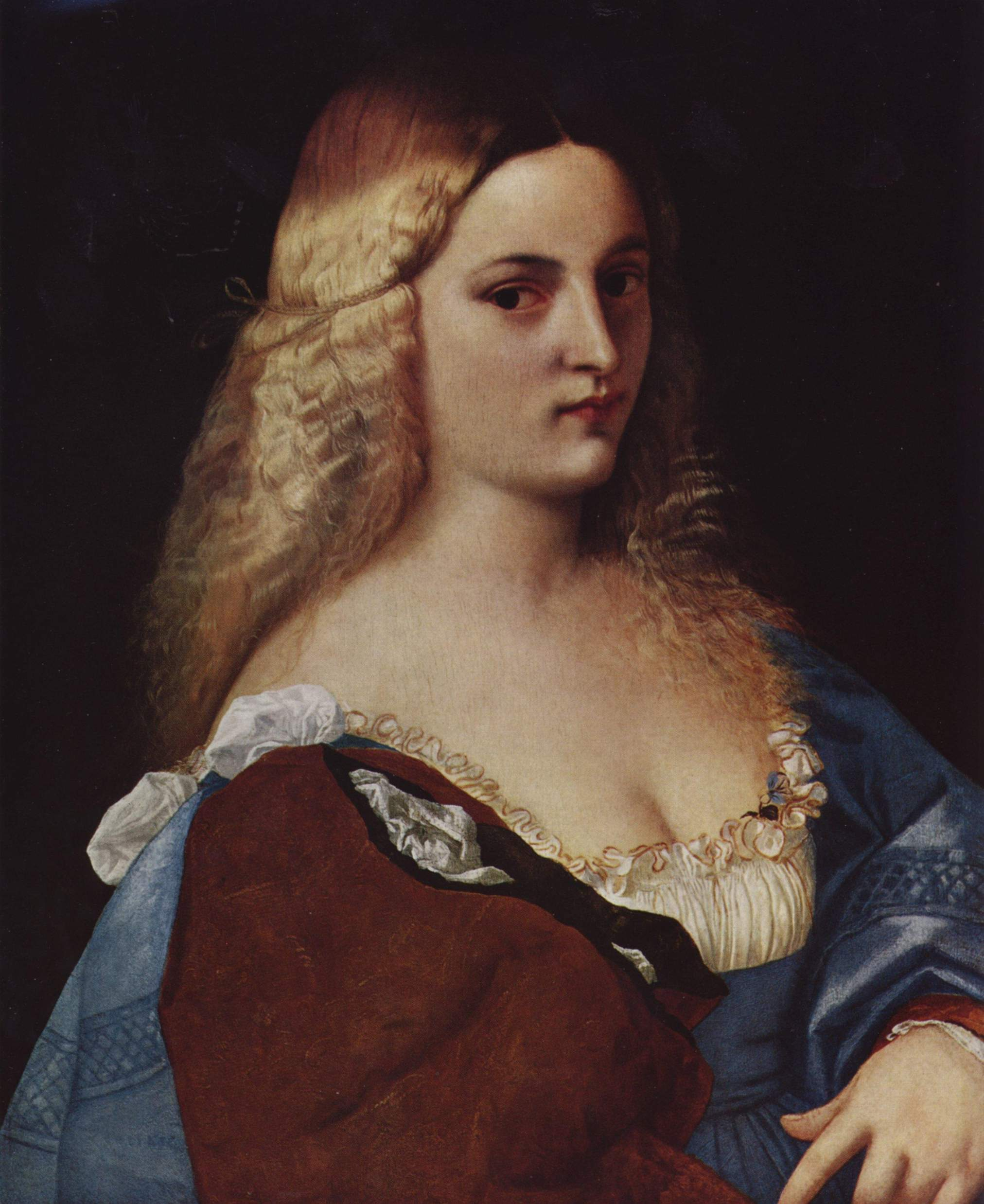
Violante por Palma Vecchio